# Liste von historischen Häusern in Arnstadt

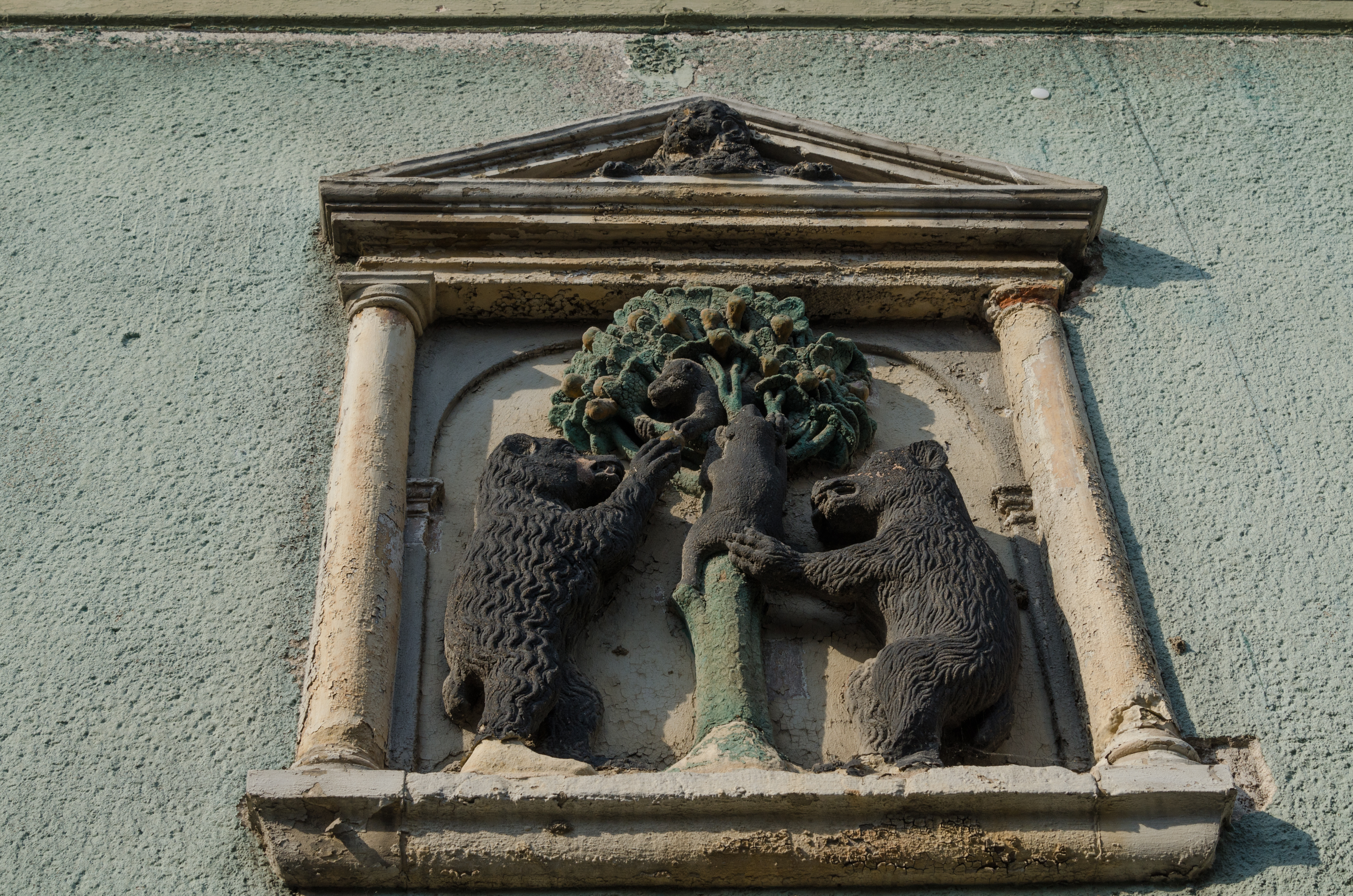
Hauszeichen „Zum Schwarzen Bären“

Die Liste von historischen Häusern mit Namen in Arnstadt enthält Häuser mit Hausnamen in Arnstadt, die meist Gaststätten waren oder das Braurecht und Schankrecht besaßen. Erbaut wurden die meisten in der Periode der Renaissance oder des Klassizismus. Viele sind durch ein Hauszeichen markiert und stehen heute unter Denkmalschutz.

## Liste der Häuser mit Namen in Arnstadt
Erläuterung: DS = unter Denkmalschutz
| Bild | Hausname und alte Adresse                              | Lage                          | Bemerkung |
| ---- | ------------------------------------------------------ | ----------------------------- | --- |
|      | Zum Adler, Galerie 6                                   | Markt 13 (Lage)               | DS, Gasthaus |
|      | Zum Goldenen Anker, Ried 156                           | Ried 6 (Lage)                 | Bußjägersche Hofbuchdruckerei |
|      | Zum Schwarzen Bären, Ried 81                           | Ried 2 (Lage)                 | DS |
|      | Zum Seidenen Beutel, Erfurter Straße 198               | Erfurter Straße 2 (Lage)      | |
|      | Zum Christophel, An der Neuen Kirche 719               | An der Neuen Kirche 10 (Lage) | DS |
|      | Zum Großen Christophel, Ried 87                        | Ried 9 (Lage)                 | DS, 15. Jhdt., mit dem großen Christophorus-Bild an der Hauswand |
|      | Zum St. Daniel, Markt 12                               | Markt 7 (Lage)                | DS |
|      | Zum Deutschen Haus, Kohlmarkt 302                      | Kohlenmarkt 11                | |
|      | Zum Einhorn, Markt 325                                 | Markt 1 (Lage)                | später Kaiserliches Postgebäude |
|      | Zur Eule, An der Neuen Kirche 190                      | An der Neuen Kirche 1         | |
|      | Zum Falkenstein, Kohlgasse                             | Kohlgasse 4 (Lage)            | DS |
|      | Zu den Drei Füchsen, Ried 86                           | Ried 7 (Lage)                 | DS |
|      | Zur Goldenen Gans, Holzmarkt 317                       | Rankestraße 1 (Lage)          | früher Gasthof, dann Wäschehandlung |
|      | Zur Weißen Gans, Kirchgasse 38                         | Kirchgasse 1 (Lage)           | DS |
|      | Zum Güldenen Greif, Markt 8                            | Markt 11 (Lage)               | DS, Gasthaus „Schwarzburger Hof“ |
|      | Zum Hasenohr, An der Neuen Kirche                      | An der Neuen Kirche 12 (Lage) | |
|      | Zur Heimath, Erfurter Mauer 561f                       | Karl-Marien-Straße 31         | |
|      | Zur Goldenen Henne, Ried 138                           | Ried 14 (Lage)                | DS, 1608, Gasthaus, 1759 von der Familie Maempel erworben |
|      | Zum Goldenen Hirsch, Pfarrhof 34                       | Pfarrhof 6 (Lage)             | DS |
|      | Zum Rothen Hirsch, Kohlenmarkt 265                     | Kohlenmarkt 20 (Lage)         | DS, Gasthaus „Zum Ritter“ |
|      | Zum Rothen Hirsch, Rosengasse 520                      | Rosenstraße 33                | |
|      | Zum Rothen Hirschen, Erfurter Straße 714               | Erfurter Straße 10 (Lage)     | DS, Gasthaus „Zum Deutschen Kaiser“ |
|      | Zum Rothen Horn, Erfurter Straße 706                   | Erfurter Straße 11 (Lage)     | |
|      | Zum Goldenen Hufeisen, An der Neuen Kirche 723         | An der Neuen Kirche 2 (Lage)  | |
|      | Zum Welschen Huhn oder Feldhuhn, Marktstraße 52        | Marktstraße 6 (Lage)          | 1982 abgerissen, heute befindet sich dort ein Spielplatz. Die Abbildungen zahlreicher alter, z. T. abgerissener Gebäude, findet man hier. |
|      | Zum Hut, Ried 83                                       | Ried 1 (Lage)                 | DS, auch „Zum Brandopfer“ |
|      | Zur Justitia, Kohlenmarkt 301                          | Kohlenmarkt 13 (Lage)         | |
|      | Zum Dreiblättrigen Kleeblatt, Erfurter Straße 711      | Erfurter Straße 6 (Lage)      | |
|      | Zum Kranich, Ried 91                                   | Ried 17 (Lage)                | DS |
|      | Zu den Drei Kranichen, Riedplatz 89                    | Ried 13 (Lage)                | |
|      | Zur Güldenen Krone, Holzmarkt 323                      | Ledermarkt 7 (Lage)           | DS |
|      | Zum Lamm oder Zum Opferlamm, Markt 15                  | Markt 4 (Lage)                | DS |
|      | Haus zur weissen Lilie, Rankestraße 173                | Rankestraße 12 (Lage)         | Ersterwähnung 1510. Ab 1720 als „Haus zur weissen Lilie“ benannt. Heute Wohn- und Geschäftshaus. Durch die Brauhauspassage gelangt man zum Innenhof mit sehr gut restaurierten Fachwerkstrukturen. Vormals Firmensitz des Hofsattlermeisters Johann Andreas Franke / später Sohn Louis Christian Franke / später Sohn Moritz Franke. Neben der Sattlerei wurde die Geschäftstätigkeit um die Herstellung und den Verkauf von Möbeln erweitert und später ausschließlich die Raumkunst beschränkt. 1929 wurde hier das 175-jährige Jubiläum gefeiert. |
|      | Zum St. Lorentzen, Ried 156                            | Ried 10 (Lage)                | DS, 1595, später auch „Zur Linde“ genannt |
|      | Zum Bunten Löwen, Markt 11                             | Markt 8 (Lage)                | DS, ehem. Osswaldsche Hofapotheke |
|      | Zum Grimmen Löwen, Markt 13                            | Markt 6 (Lage)                | DS |
|      | Zum Schwarzen Löwen, Unter dem Markt                   | Unterm Markt 1 (Lage)         | DS, erbaut zwischen 1558 und 1566 |
|      | Zum Löwenbart, Schulgasse 725                          | Töpfengasse 1                 | 1981 abgerissen und durch Neubaublocks ersetzt |
|      | Zum Wilden Mann, Erfurter Straße 704                   | Erfurter Straße 15 (Lage)     | DS, jetzt Osswaldsche Hofapotheke |
|      | Zum schwarzen Mohr, Pfarrhof 31                        | Pfarrhof 12                   | |
|      | Zum halben Mond, Hinter der Neuen Kirche 720           | An der Neuen Kirche 8         | |
|      | Zum Halben Mond, Ried 157                              | Ried 8 (Lage)                 | |
|      | Zum Rosenkranz, Marktstraße                            | Marktstraße 12                | Gebäude wurde 1978 abgerissen und durch Neubaublock ersetzt |
|      | Zum Rothen Ochsen oder Zum Rothen Ring, Rosengasse 537 | Rosenstraße 1 (Lage)          | |
|      | Zum Palmbaum, Markt 327                                | Markt 3 (Lage)                | DS, erbaut 1583–1593 |
|      | Zum Paradies                                           | Kohlgasse 11                  | DS |
|      | Zum Pelikan, Zimmergasse 206                           | Zimmerstraße 16 (Lage)        | DS |
|      | Zum Pfau, Unterm Markt 329                             | Unterm Markt 3 (Lage)         | DS |
|      | Zur Post                                               | Erfurter Straße 24 (Lage)     | |
|      | Zum Schwarzen Raben, Marktstraße 66                    | Marktstraße 7 (Lage)          | |
|      | Zur Rebenthür (oder Löwenthür), Zimmergasse 234        | Zimmerstraße 7 (Lage)         | DS |
|      | Zum Ritter, Rankestraße 166                            | Rankestraße 9 (Lage)          | Gebäude wurde 1978 abgerissen und durch Neubaublock ersetzt |
|      | Zum Römer, Ried 88                                     | Ried 11 (Lage)                | |
|      | Zur Rose, Rosengasse 526                               | Rosenstraße 21 (Lage)         | DS, ab 1901 Liebmann-Kiesewettersche Handschuhfabrik |
|      | Zur Güldenen Rose, Zimmergasse 202                     | Zimmerstraße 8 (Lage)         | DS |
|      | Zur Rosenau                                            | Rosenstraße 22                | |
|      | Zu den Drei Rosen, Holzmarkt 242                       | Erfurter Straße 1 (Lage)      | |
|      | Zur Rosenblüthe, Ried 90                               | Ried 15 (Lage)                | Kürstensche Brauerei |
|      | Zur Rosenburg, Marktgasse                              | Marktstraße 11 (Lage)         | |
|      | Zum weißen Roß, Holzmarkt 320a                         | Holzmarkt 3                   | Am 6. August 1832 eröffnet, bis 2016 bestehende Baulücke wurde durch Neubau besetzt |
|      | Zum Salzkarren, Markt 9                                | Markt 10 (Lage)               | DS |
|      | Zum Schwarzen Schaf/Lamm, An der Neuen Kirche 724      | Schulgasse 1 (Lage)           | DS, Mägdeleinschule |
|      | Zum Schiffchen, Weiße 538                              | An der Weiße 2 (Lage)         | |
|      | Zur Güldenen Scheere, Schloßgasse 217                  | Schloßstraße 11               | Ersterwähnung 1539, 1987 abgerissen |
|      | Zum Grünen Schild, Markt 330                           | Unterm Markt 5 (Lage)         | |
|      | Zum Schleendorn, Kohlgasse 354                         | Kohlgasse 1 (Lage)            | |
|      | Zur Goldenen Sonne, Ried 84                            | Ried 3 (Lage)                 | 1497, ältestes Gasthaus in Arnstadt |
|      | Zur Stadt Gotha                                        | Gothaer Straße 5              | |
|      | Zum Breiten Stein, Marktstraße 80                      | Marktstraße 23 (Lage)         | |
|      | Zur Sonnenblüthe oder Sonnenblume, Unterm Markt 351    | Unterm Markt 6 (Lage)         | DS |
|      | Zum Stern, Marktstraße 79                              | Marktstraße 21 (Lage)         | |
|      | Zu den Drei Schwänen, Ried 85                          | Ried 5 (Lage)                 | |
|      | Zum Goldenen Schwan, Rankestraße 174                   | Rankestraße 2 (Lage)          | DS |
|      | Zum Weißen Schwan, Weiße                               | An der Weiße 36 (Lage)        | ehemals Haus der Weißgerber |
|      | Zum Schüler, Ried 160                                  | Rankestraße 18 (Lage)         | DS, bis Ende des 18. Jhdts. Gasthof „Zum Schwan“ |
|      | Zur Rothen Thür, Unterm Markt 350                      | Unterm Markt 10 (Lage)        | DS, erbaut zwischen 1835 und 1864 anstelle des Brauhauses „Zum Mühleisen“ |
|      | Zur Grünen Tanne, Holzmarkt 310                        | Holzmarkt 17 (Lage)           | DS |
|      | Zum Tannenberg, Fleischgasse 186                       | Fleischgasse 7 (Lage)         | |
|      | Zum Tannenberg, Erfurter Straße 713                    | Erfurter Straße 12 (Lage)     | Restauration „Zum Burgkeller“ |
|      | Zur Weißen Taube, Rankestraße 165                      | Rankestraße 11 (Lage)         | Gebäude wurde 1978 abgerissen und durch Neubaublock ersetzt |
|      | Zum Trappen, Pfarrhof 33                               | Pfarrhof 8 (Lage)             | DS |
|      | Zum Wacholderbaum, Längwitzer Vorstadt 295             | Längwitzer Straße 13 (Lage)   | DS, Gasthaus und Brauerei |
|      | Zum Weinstock, An der Neuen Kirche 722                 | An der Neuen Kirche 4 (Lage)  | |